# Comete (figlio di Stenelo)
Comete (in greco antico: Κομήτης?, Kométēs) è un personaggio della mitologia greca, uno dei figli di Stenelo e fratello di Cilarabe.

## Mitologia
Comete ricevette da Diomede il compito di controllare la sua famiglia ed i suoi averi mentre questi combatteva a Troia. Tuttavia, per l'intervento della dea Afrodite, Comete si innamorò della moglie dell'eroe, Egialea.
Secondo un'altra versione invece fu Nauplio a convincere la donna a cedere alle attenzioni del ragazzo.
In ogni caso Comete cercò anche di uccidere Diomede al suo ritorno, ma senza riuscirci, così Diomede partì per le coste adriatiche.